# Guillermo III de Montpellier
Guillermo III (o en occitano: Guilhem III) fue el Señor de Montpellier desde 1025 hasta su muerte en 1058. Era el hijo de Guillermo II y esposo de Beliardis. Su hijo y sucesor fue Guillermo IV. Fue el último de los "oscuros" Guillermos, ninguna de cuyas cartas se conservan en el cartulario de la familia, el Liber instrumentorum memorialium.